# Russisch-Litauischer Krieg (1500–1503)
Der Russisch-Litauische Krieg 1500–1503 war ein Krieg zwischen dem Russischen Reich und dem Großfürstentum Litauen. Es war der zweite Krieg der Russisch-Litauischen Kriege. Als Verbündeter Litauens trat die Livländische Konföderation auf, als Verbündeter Moskaus das Krimkhanat. Der Krieg endete mit einem entscheidenden russischen Sieg und mit der Abtretung von ca. einem Drittel des litauischen Gebiets an Russland.
Den Hintergrund der Russisch-Litauischen Kriege bildete der Streit um das territoriale Erbe der ehemaligen Kiewer Rus, dessen beträchtlichen Teil in den vorhergehenden Jahrhunderten das Großfürstentum Litauen eroberte. Der Moskauer Großfürst Iwan III. der Große erschuf im Zuge seiner Politik der „Sammlung der russischen Erde“ ein zentralisiertes russisches Reich und nannte sich „Gossudar der ganzen Rus“. Dieser Titel zielte auch auf russische Gebiete unter der Herrschaft Litauens ab und wurde von Litauen daher vehement abgelehnt. Im Russisch-Litauischen Krieg 1487–1494 konnte Moskau die Kontrolle über die Fürstentümer der oberen Oka erlangen. Ein neuer Krieg entbrannte, als weitere russische Feudalfürsten im Osten des Fürstentums Litauen als Reaktion auf die religiöse Unterdrückung der Orthodoxie samt ihren Ländereien zum Moskauer Großfürsten überliefen, der diesen Vorgang aktiv förderte.
Litauen erklärte Russland den Krieg und marschierte mit einem großen Heer unter der Leitung von Konstantin Ostroschski Richtung Moskau. Dieses Heer erlitt in der Schlacht am Fluss Wedrosch eine vernichtende Niederlage, die den gesamten Krieg vorentschied. Große Teile des Fürstentums Litauen, darunter Tschernigow, Kursk, Brjansk, Toropez und andere Städte, wurden von den Moskauer Truppen eingenommen. Litauen konnte dieser Entwicklung nur wenig entgegenstellen, da es vom Süden her zeitgleich vom Krimkhanat angegriffen wurde. 1501 waren die Russen in der Schlacht bei Mstislawl erfolgreich. Die litauische Diplomatie konnte allerdings die Livländische Konföderation zu gemeinsamen Kriegshandlungen gegen die Russen bewegen. Diese erzielte einen Sieg gegen die Russen in der Schlacht an der Seriza, verlor die Schlacht bei Helmed, belagerte vergeblich Pskow und verteidigte sich in der Schlacht am Smolinasee erfolgreich auf dem Rückzug. Den Schlusspunkt des Krieges bildete die Belagerung von Smolensk durch die Russen, die von Litauen erfolgreich überstanden werden konnte.
1503 kam es zur Unterzeichnung eines Waffenstillstands in Moskau. Russland behielt alle seinen umfangreichen Erwerbungen bis nach Sewerien. Dieser Krieg war aus russischer Sicht der erfolgreichste aller russisch-litauischen Kriege. Litauen war mit seiner strategischen Unterlegenheit konfrontiert und kämpfte in der Folgezeit stets mit der Hilfe der Truppen des Königreichs Polen, das mit ihm durch eine Personalunion verbunden war.